# 帕爾米拉 (聖伊薩貝爾區)
帕爾米拉（西班牙語：Palmira），是巴拿馬的城鎮，位於該國中部，由科隆省的聖伊薩貝爾區負責管轄，面積176.9平方公里，海拔高度263米，2010年人口319，人口密度每平方公里1.8人。